# Adusi
Adusi (grec antic: Ἀδούσιος, Adoúsios, llatí: Adusius) fou un general persa que segons explica Xenofont a la Ciropèdia, fou enviat per Cir II el Gran amb un exèrcit a Cària i va posar fi als diversos conflictos del país. Va fer servir una trampa per unir els dos camps. Va concloure un tractat amb ambdues parts, tot i demanar que no en parlin amb ningú. Els va convidar la mateixa nit, i mentrestant va ocupar les fortaleses d'ambdós. L'endemà va reeixir a fer-les signar el tractat, malgrat que es van sentir enganysat.
Després va ajudar a Histaspes a dominar Frígia, i fou nomenat sàtrapa de Cària, tal com els habitants havien demanat.